# Nigel Bloor
Nigel Bloor (* 11. Juni 1959 in Sheffield) ist ein ehemaliger britischer Radrennfahrer.

## Sportliche Laufbahn
Bloor war Straßenradsportler. Als Amateur siegte er 1981 im traditionsreichen Eintagesrennen Grand Prix of Essex vor Adrie van der Poel. 1983 war er in der Tour of the North vor Mark Walsham erfolgreich. 1983 startete er mit der britischen Nationalmannschaft in der Internationalen Friedensfahrt und schied aus der Rundfahrt aus.
1984 wurde er Berufsfahrer im Radsportteam Raleigh-Weinmann und blieb bis 1988 als Radprofi aktiv. Er gewann in seiner Karriere eine Reihe von britischen Eintagesrennen, Einzelzeitfahren und Etappen kleinerer Rundfahrten.